# An-132
An-132 (ukr. Ан-132) – samolot transportowy będący głęboką modernizacją maszyny An-32. Za produkcję seryjną transportowca ma odpowiadać Arabia Saudyjska.

## Historia
Program budowy nowego samolotu transportowego został uruchomiony w kwietniu 2015 roku po podpisaniu umowy pomiędzy ukraińskim Zakładem Lotniczym Antonow a saudyjskim ośrodkiem naukowo-technologicznym King Abdulaziz City for Science and Technology (KACST). Umowa zakładała prowadzenie wspólnych prac nad nowym projektem. 6 maja 2015 roku do projektu dołączyła saudyjska firma TAQNIA Aeronautics Comapny, która podpisała porozumienie z Antonowem dotyczące przyszłej produkcji seryjnej nowego samolotu transportowego. Uczestnictwo saudyjskich firm na każdym etapie prac nad samolotem, od wstępnych prac projektowych, poprzez budowę prototypu, loty testowe, produkcję seryjną i promocję maszyny, ma na celu zebranie odpowiednich doświadczeń, w przyszłości mogących zostać wykorzystanych do budowy rodzimych konstrukcji. Maszyna powstała w oparciu o samolot An-32, który został poddany głębokiej modernizacji. An-132 otrzymał nowe silniki turbośmigłowe, nowy centropłat z kesonowym zbiornikiem paliwa oraz całkowicie nowe wyposażenie awioniczne. Całkowitej przebudowie uległa część dziobowa maszyny wraz z kabiną załogi. Porozumienie przewidywało, iż pierwsze egzemplarze prototypowe powstaną na Ukrainie, a produkcja seryjna samolotu będzie odbywała się już na terenie Arabii Saudyjskiej. Wstępne plany produkcyjne zakładają wyprodukowanie około 100 samolotów. 
15 października 2015 roku Antonow podpisał kontrakt na dostawę dwóch silników Pratt & Whitney PW150A z ich kanadyjskim producentem, jednostki miały zostać dostarczone w kwietniu 2016 roku. Demonstrator nowej wersji samolotu otrzymał oznaczenia An-132D. 16 czerwca 2015 roku, podczas Międzynarodowego Salonu Lotniczego w Paryżu, ukraińska i saudyjska strona, podpisały porozumienie z niemiecką firmą Broetje Automation, odpowiedzialną za oprzyrządowanie linii produkcyjnych. Porozumienie dotyczyło budowy zakładu produkcyjnego samolotów w  Arabii Saudyjskiej. 12 listopada 2015 roku podczas trwania Dubai Airshow, saudyjskie Ministerstwo Obrony podpisało list intencyjny ze spółką TAQNIA na zakup sześciu samolotów, czterech w wersji transportowej i dwóch w specjalistycznej wersji, przystosowanej do walki elektronicznej. 8 lutego 2016 roku wytwórnia zademonstrowała ukończony kadłub pierwszego egzemplarza samolotu. 21 lutego tego samego roku, prezesi saudyjskiej firmy TAQNIA oraz Antonowa podpisali kolejne porozumienie, którego celem jest otwarcie produkcji licencyjnej An-132 na terenie Arabii Saudyjskiej. Z uwagi na strefę klimatyczną w jakiej z początku eksploatowane będą samoloty, maszyny zostaną wyposażone w bardzo wydajne systemy klimatyzacyjne kabiny. Odpowiednią umowę w tej sprawię podpisano z francuskim producentem takich systemów, firmą Liebherr Aerospace podczas Internationale Luft- und Raumfahrtausstellung Berlin w Berlinie w czerwcu 2016 roku. 20 grudnia 2016 roku zaprezentowano ukończoną pierwszą maszynę An-132D. W uroczystości wzięli udział prezydent Ukrainy Petro Poroszenko i prezes KACST, książę Turki Bin Saud Al-Saud. 31 marca 2017 roku dokonano oblotu samolotu. Za sterami maszyny siedzieli piloci Wiktor Gonczarow i saudyjczyk, Mohammed Ayash. Lot trwał godzinę i 50 minut.